# Humularia mendoncae
Humularia mendoncae là một loài thực vật có hoa trong họ Đậu. Loài này được (Baker) P.A.Duvign. miêu tả khoa học đầu tiên.